# فيروكيو
فيروكيو (بالإيطالية: Verucchio)‏ هي بلدية في مقاطعة ريميني في إقليم إميليا رومانيا في إيطاليا. 

## السكان
في سنة 1861 بلغ عدد السكان 3٬176 نسمة، وتطور العدد ليصل في سنة 2011 لـ 9٬960 نسمة.
يظهر هذا المخطط البياني تطور النمو السكاني لـ فيروكيو

## أعلام
- مالاتيستا دا فيروكيو